# Охримюк, Евгений Михайлович
Охримюк Евгений Михайлович (1914 — 1982). Геолог-поисковик. Начальник Государственного Комитета по Запасам при Минеральной Геологии СССР. Заслуженный геолог СССР. Участник Великой Отечественной войны.

## Биография
Родился в 1914 году. Русский. Проходил срочную службу в РККА с 1931 по 1933 год.
Окончил факультет геологической разведки полезных ископаемых Московского геологоразведочного института в 1938 году.

## Великая Отечественная война
Призван в РККА 15 июля 1941 года Кировским РВК г. Москвы.
Тяжело ранен 7 октября 1941 года.
Легко ранен в феврале 1942 года.
Приказом ВС 49-й Армии Западного фронта №: 22 от: 28.03.1943 года полковой инженер 1138-го стр.полка 338-й стр.дивизии капитан Охримюк награждён орденом Красного Знамени за своевременое наведение переправы через р. Гардота Смоленской области и обеспечил порядок при передвижении колонн техники по переправе.
Член ВКП(б) с марта 1943 года.
Приказом ВС 5-й Армии 3-го Белорусского фронта №: 110 от: 21.08.1944 года заместитель командира 479-го отдельного саперного батальона 338-й стр.дивизии капитан Охримюк награждён орденом Отечественной войны 1-й степени за быстрое создание переправ через реки Нарочь,Бузянка,Лучеса и создание под пулеметным огнём 3 паромных переправ через р.Неман в районе дер. Шкевяны, чем и обеспечил форсирование частей дивизии.
Легко ранен в январе 1945 года.
В 1945 году командир 479 осапб 338-й сд 113-го ск 39-й Армии майор Охримюк награждён орденом Красной Звезды за то, что во время взятия Кенигсберга его подразделения за 10 дней установили 3,8 км проволочных заграждений, создали 3,3 км лесных завалов, установили 1900 и противопехотных мин, взрывом уничтожили пароход «Вилькия», которых противник использовал в качестве НП и огневых точек.
Приказом ВС 39-й армии №: 545 от: 05.05.1945 года дивизионный инженер 192-й стр.дивизии майор Охримюк награждён орденом Отечественной войны 2-й степени за оказания содействия пехоте при прорыве немецкой обороны южнее Варгена, организацию разминирования дорог, сопровождение САУ и постройку моста южнее Варгена в период наступления на м. Ляндкам.
Приказом ВС 39-й армии №: 850 от: 16.10.1945 года дивизионный инженер 192-й стр.дивизии 113-го стр.корпуса майор Охримюк награждён орденом Отечественной войны 1-й степени за постройку переправ в районе рек Сэльджин-Гол и Урленгуй-Гол и ремонт труднопроходимого участка дороги до Анемяо, чем обеспечил наступление частей дивизии и выполнение боевых задач командования.

## После войны
Работал в аппарате Совета Министров СССР. Начальник Государственного Комитета по Запасам при Минеральной Геологии СССР. Заслуженный геолог СССР.

## Афганская война
С 1976 года работал в Республике Афганистан в качестве советника этого министерства, с 1980 руководил группой советских геологов по твердым полезным ископаемым в ДРА.

## Плен и смерть
18.08.1981 года из города Кабул был увезён своим персональным шофёром-афганцем в отряд вооружённой оппозиции полевого командира Моулави Юнуса Халеса. В июне 1982 года был казнён — расстрелян. Официально числится пропавшим без вести.
Место гибели неизвестно, высказывалось мнение, что он был убит в одном из лагерей моджахедов 'Исламской партии Афганистана' в р-не Хайберского перевала, так же высказывались утверждения, что Е. М. был похищен, возможно, по заданию ISI и погиб не в полевых лагерях, а в застенках этой разведслужбы. Причиной похищения Охримюка могла быть близость Е. М. к председателю Совмина СССР Николаю Тихонову. По некоторым данным, при посредничестве Международного Комитета Красного Креста и неправительственной организации «Врачи без границ» велись переговоры об обмене Охримюка на 50 моджахедов, находившихся в афганских тюрьмах. Вполне возможно, что в адрес Л. Брежнева с копией Н. Тихонову было направлено соответствующее обращение моджахедов, которое осталось без ответа.
О похищении Охримюка говорил в своем интервью командир Шахабуддин из группировки «Исламская партия Афганистана» Юнуса Халеса.

Мы установили контакт с одним афганским водителем, родом из провинции Пактия, который был личным шофером советского советника, работавшего в министерстве геологии ДРА. Мы приняли решение похитить мошавера. Водитель прошел короткую учёбу в СССР и поэтому советник ему полностью доверял. Шофер вызвался помочь нам, но мы сомневались в его лояльности и потребовали от него доказать свою верность. Он сказал: Я привезу свою семью в район, который контролируют моджахеды для того, чтобы доказать свою преданность". Позже он привел в наш лагерь свою жену и всю семью, которую я затем отослал на время проведения операции в свою деревню Шеваки.
В один из дней водитель сообщил нам, что к советнику из Союза прилетает жена, и что он поедет в аэропорт её встречать. Шоферу была выдана небольшая рация, по которой он должен был связаться с нами в случае, если что-то изменится. Мы должны были выйти с ним на контакт в течение 20 минут после его сообщения. Однажды он нам позвонил и сказал, что жена советника приезжает сегодня, и советник поедет в аэропорт. В машине кроме их двоих никого не будет. Мы переодели одного из моджахедов в форму офицера афганской армии и доставили его на автомобиле к мосту, соединяющему старую и новую часть кабульского Микрорайона, где он стал ждать советнический автомобиль. Вскоре машина подъехала к мосту и водитель сказал советнику: «Это мой брат, он тоже спешит в аэропорт. Мы не можем прихватить его с нами»? Советник согласился и они остановились, чтобы посадить в авто «офицера». Когда тот уселся на заднее сиденье, то достал пистолет и приставил его к спине советника, приказав водителю ехать в деревню Шеваки. За этим автомобилем ехала машина сопровождения, в которой сидели восемь моджахедов, вооруженных пистолетами с глушителями. Проблем на блокпостах при движении автомобилей не возникало: охранявшие их солдаты, видя в машине офицера, отдавали ему честь и без лишних вопросов пропускали его авто, а также машину «сопровождения».
Мы привезли советника в Шеваки и там сожгли его автомобиль. Правительственные силы начали масштабную поисковую операцию и мы были вынуждены переправить пленного в ущелье Абдара. Уже после того, как мы покинули деревню, афганские вертолеты обстреляли Шеваки, а на все дороги были высланы поисковые группы. Мы держали советского советника два дня в долине Абдара неподалеку от буддистского монумента Чакари. Затем мы переправили его в Тезин (недалеко от Джелалабада), где он провел в плену ещё несколько дней. В конце концов мы переправили его через границу в Пешавар, где передали его одной из фракций движения моджахедов. О дальнейшей его судьбе я ничего не знаю. 

## Семья
Жена — Тамара Петровна, до 1980 жила в Кабуле с малолетней внучкой. Вернулась в Кабул в день похищения мужа, он ещё успел встретить её в аэропорту.

## Современники об Охримюке
Александр Александрович Коляжнов:

В 1934 году я поступил в Московский геологоразведочный институт, тот, что на Моховой. Охримюк уже учился там на втором курсе. Во время учёбы никаких особых контактов с ним не было, хотя учились на одном факультете — геологической разведки полезных ископаемых.
После окончания института оба ушли в армию. Судьба развела нас на определенное количество лет. В сорок первом Охримюк был мобилизован во фронтовые части, а я попал в Забайкалье, где участвовал в оборонительном строительстве.
Евгений Михайлович прошел всю войну в саперах, закончив в звании подполковника, имел награды. Демобилизовавшись, поступил на работу в Комитет по делам геологии, начал заниматься поиском редких руд. В эти годы мы с ним изредка виделись. А с 1950 года стали работать бок о бок в аппарате Совмина СССР. Да и жили по соседству, в одном доме на Фрунзенской набережной.
После я уехал в Китай начальником экспедиции, в 1957-м был назначен начальником управления внешних сношений Министерства геологии, а Евгений Михайлович все продолжал работать в Совмине, где его весьма ценили. Кстати, в том же, пятьдесят седьмом, я был командирован в Афганистан для подписания самого первого контракта по геологическим изысканиям. Собственно, кроме геологов, в тот момент в Афганистане советских специалистов почти не было.
Вернемся к Охримюку. Евгения Михайловича направили в Афганистан в 1976 году. Исполнилось ему тогда 63 года. Он стал руководителем группы советских геологов. Встретили его наши специалисты с определенной опаской. Все-таки возраст, климат страны нелегкий, как он себя будет чувствовать? Надо сказать, здоровье Охримюка не подвело, и в Афганистане он остался самим собой — энергичным, подвижным и во все вникающим. Должен сказать, что характерными чертами его были скрупулезность, дотошность, педантичность при рассмотрении различных вопросов. Совминовский ранг помогал смотреть на проблемы широко, по-государственному, что также снискало ему уважение коллег и афганского руководства.
Под началом Охримюка велась разработка руд и нерудного сырья, продолжались поиски, в основном на севере страны, новых месторождений газа. Ещё до Евгения Михайловича было открыто в 40 километрах к югу от Кабула месторождение свинца и цинка Айнак — одно из крупнейших в Азии. Главная задача Охримюка и наших геологов заключалась в детальной доразведке Айнака, с чем они хорошо справились. Велись и другие изыскания. С началом войны, когда полевые работы практически прекратились, Охримюк с коллегами вокруг Кабула вел поиск месторождений строительных материалов и воды.
— Как вы и Охримюк расценили ввод войск в Афганистан?
— Я неплохо знал Восток, жил два года в Пакистане. Ввод войск посчитал ошибкой. Я ни на минуту не сомневался, что афганцы объявят джихад со всеми вытекающими отсюда последствиями. Евгений Михайлович тоже считал, что это неизбежно. Надо заметить, Охримюк никогда не обсуждал решения партии. Со мной он был совершенно откровенен, поэтому я могу с полным правом судить о его позиции по афганскому вопросу.
Вспоминаю такую подробность. Когда Охримюк, проведя отпуск в Союзе, последний раз уезжал в ДРА, то, гуляя с ним в садике возле дома, я его предупредил: «Ситуация в стране такая, что тебя могут убить…» Он только улыбнулся.
У нас была мысль отозвать его из Афганистана. Не только возраст Евгения Михайловича играл тут роль — как-никак 67, но и обстановка в ДРА. Но он не хотел уезжать, стремясь закончить начатые и ведущиеся работы. Кроме того, он пользовался в Афганистане большим авторитетом, найти ему полноценную замену было бы трудно.
У Охримюка было много наград — орденов, медалей. Человек глубоко партийный, я бы сказал, ортодоксально партийный, он любил выступать перед людьми, участвовать в различных общественных делах. По просьбе нашего посольства он надевал все свои регалии, ехал в советские войска и рассказывал солдатам про страну, на территории которой они находятся.
Конечно, он понимал, что привлекает к себе повышенное внимание афганцев — агентов различных оппозиционных группировок. Но, будучи неробкого десятка, продолжал лекционно-пропагандистскую деятельность, словно бы играя с опасностью.
Словом, человек он был заметный. Многие афганцы к тому же знали: Охримюк долгое время работал в Москве референтом по вопросам геологии у тогдашнего заместителя, а затем председателя Совмина СССР Тихонова. Это ещё больше приковывало к нему внимание.

## Награды
- Орден Красного Знамени
- Орден Красной Звезды
- 2 ордена Отечественной войны 1-й степени
- Орден Отечественной войны 2-й степени
- 2 ордена Трудового Красного Знамени
- Орден Знак Почета
- Медаль «За оборону Москвы»
- Медаль «За взятие Кенигсберга»
- Медаль «За победу над Германией в Великой Отечественной войне 1941—1945 гг.»
- Медаль «За победу над Японией» (СССР)
- Медаль «За победу над Японией» (МНР)